# Cirrospilus pinicolus
Cirrospilus pinicolus är en stekelart som beskrevs av Askew 1984. Cirrospilus pinicolus ingår i släktet Cirrospilus och familjen finglanssteklar. Inga underarter finns listade i Catalogue of Life.